# Nazionalismo curdo

Bandiera del Kurdistan

Il nazionalismo curdo (in curdo Kurdayetî‎, کوردایەتی) è un movimento politico nazionalista che afferma l'appartenenza dei curdi a una nazione e sposa la creazione di uno Stato in Kurdistan, in opposizione ai vari nazionalismi (turco, arabo, iraniano, iracheno e siriano) degli Stati di cui fa parte.
Il primo nazionalismo curdo aveva le sue radici nell'Impero ottomano, all'interno del quale i curdi costituivano un gruppo etnico significativo. Con la spartizione dell'Impero ottomano, i suoi territori a maggioranza curda furono divisi tra i nuovi stati di Turchia, Iraq e Siria, rendendo i curdi una significativa minoranza etnica in ciascuno stato. I movimenti nazionalisti curdi sono stati a lungo repressi dalla Turchia e dagli stati a maggioranza araba di Iraq e Siria, i quali temono un potenziale Kurdistan indipendente. Anche alcuni curdi in Iran sono nazionalisti, sebbene lì il nazionalismo sia tradizionalmente più debole rispetto ad altre parti del Kurdistan.
Dagli anni '70, i curdi iracheni hanno perseguito l'obiettivo di una maggiore autonomia e persino della totale indipendenza contro i regimi nazionalisti iracheni del partito Ba'ath, che hanno risposto con una brutale repressione, incluso il massacro di 182.000 curdi nel genocidio dell'Anfal. Il conflitto curdo-turco, in cui gruppi armati curdi hanno combattuto contro il nazionalismo turco dello Stato, è in corso dal 1984. Dopo le rivolte in Iraq del 1991, i curdi iracheni sono stati protetti contro gli eserciti del dittatore iracheno Saddam Hussein dalle no-fly zone imposte dalla NATO, consentendo loro una notevole autonomia e autogoverno al di fuori del controllo del governo centrale iracheno. Dopo l'invasione dell'Iraq del 2003 che ha destituito il dittatore Saddam Hussein, è stato istituito il governo regionale del Kurdistan, che gode di una grande misura di autogoverno ma si ferma davanti alla piena indipendenza. Il Partito dell'Unione Democratica Curda Siriana è prominente nell'Amministrazione Autonoma della Siria del Nord e dell'Est, ma rifiuta sia il nazionalismo curdo che l'ideologia dello stato nazionalista arabo del governo siriano. Il conflitto Iran-PJAK è condotto tra i curdi iraniani e lo stato nazionalista iraniano.
Il nazionalismo curdo è stato a lungo sposato e promosso dalla diaspora curda mondiale.

## Storia

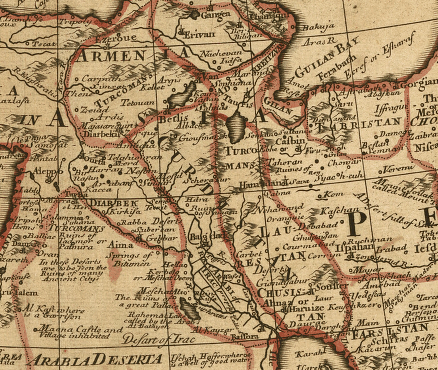
Il Kurdistan in una mappa antica.

La devastazione della guerra, così come "il saccheggio e la distruzione dei raccolti da parte delle [truppe] russe, ottomane e britanniche [...] causarono una grave carestia nell'area". In tali terribili condizioni, la ricostruzione del proprio villaggio/infrastruttura tribale per provvedere alla propria gente era l'obiettivo centrale di tutti i leader tribali. I principali movimenti nazionalisti o politici non erano in primo piano nelle loro menti; la sopravvivenza era la prima necessità.
L'unica possibilità che paventò la formazione di uno stato curdo fu la rivolta dello sceicco Ubeydullah contro la neonata Repubblica di Turchia, ma questa fu di breve durata perché la rivolta non fu mai strategica né unificata verso un senso del Kurdistan.
La lotta nazionalista curda emerse per la prima volta alla fine del XIX secolo, quando un movimento unificato richiese l'istituzione di uno stato curdo. Le rivolte si verificavano sporadicamente, ma solo decenni dopo l'inizio delle politiche centraliste ottomane del XIX secolo emerse il primo moderno movimento nazionalista curdo con una rivolta guidata da un proprietario terriero curdo e capo della potente famiglia Shemdinan, lo sceicco Ubeydullah. Nel 1880 Ubeydullah chiese l'autonomia politica o l'indipendenza assoluta per i curdi e il riconoscimento di uno stato del Kurdistan senza interferenze da parte delle autorità turche o persiane. La rivolta contro la Persia dei Qajar e l'Impero ottomano fu infine soppressa dagli ottomani e Ubeydullah, insieme ad altri notabili, fu esiliato a Istanbul. Il movimento nazionalista curdo emerso dopo la prima guerra mondiale (1914-1918) e la fine dell'Impero ottomano nel 1922, reagì ampiamente ai cambiamenti in atto nella Turchia tradizionale, in primo luogo relativi alla secolarizzazione radicale (che i curdi fortemente musulmani detestavano), la centralizzazione dell'autorità (che minacciava il potere dei capi locali e l'autonomia curda), e il dilagante etnonazionalismo turco nella nuova Repubblica turca (che ovviamente minacciava di emarginare i curdi). Le potenze occidentali (in particolare il Regno Unito ) che combattono i turchi hanno promesso ai curdi che avrebbero agito come garanti per la libertà curda,  una promessa che successivamente hanno rotto. Un'organizzazione particolare, l'Associazione per lo sviluppo del Kurdistan (Kürdistan Teali Cemiyeti) fu fondamentale per forgiare una distinta identità curda. Approfittò del periodo di liberalizzazione politica durante la seconda era costituzionale (1908-1920) della Turchia per trasformare un rinnovato interesse per la cultura e la lingua curda in un movimento nazionalista politico basato sull'etnia. All'inizio del XX secolo gli antropologi russi incoraggiarono questa enfasi sui curdi come etnia distinta, suggerendo che i curdi fossero un'etnia europea (rispetto ai turchi asiatici) basata su caratteristiche fisiche e sulla lingua curda (che fa parte del gruppo linguistico indoeuropeo). Sebbene questi ricercatori avessero ulteriori motivi politici (per seminare dissenso nell'Impero ottomano), le loro scoperte furono abbracciate e accettate ancora oggi da molti.

## Impero ottomano

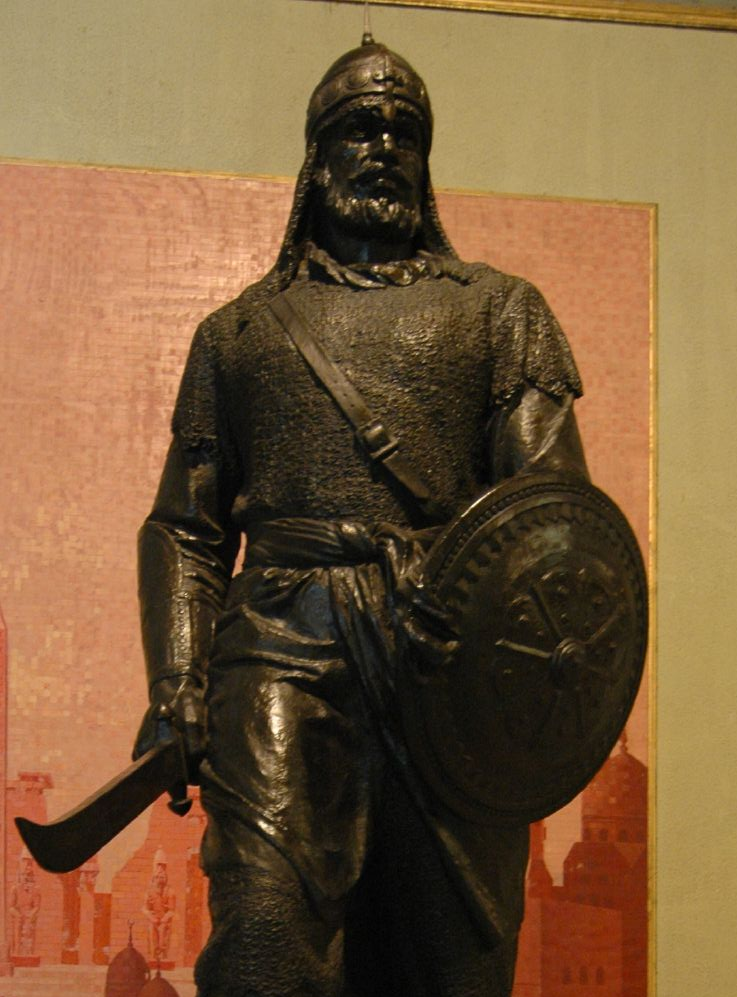
L'eroismo e la leadership di Saladino furono una grande ispirazione per l'ascesa del nazionalismo curdo durante l'Impero ottomano.

La spartizione della Turchia ottomana secondo l'annullato Trattato di Sèvres richiedeva uno stato del Kurdistan nell'Anatolia sudorientale

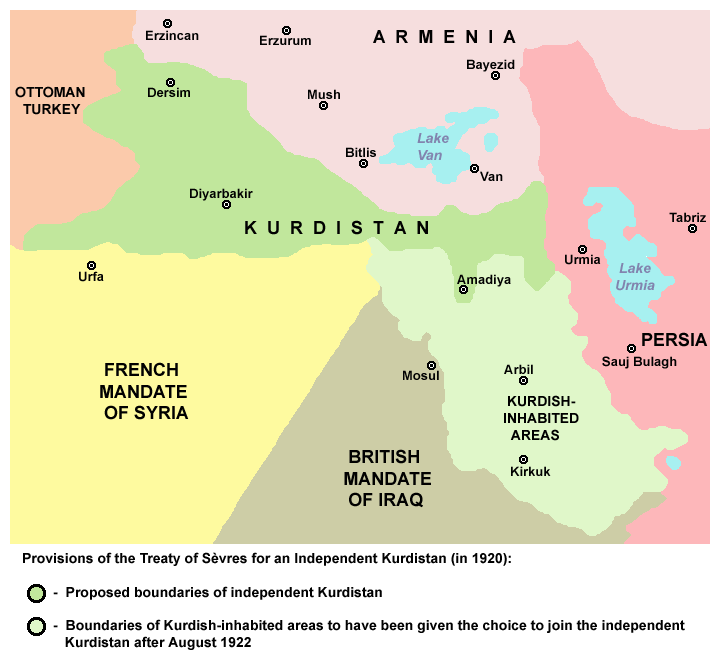
Disposizioni del Trattato di Sèvres per un Kurdistan indipendente (nel 1920). Il territorio verde rappresenta uno stato del Kurdistan con Diyarbakir (Amed) come capitale dello stato curdo.

Sotto il sistema del millet, la principale forma di identificazione dei curdi era la religione, con l'Islam sunnita al vertice della gerarchia (millet-i hakimiye). Mentre l'Impero ottomano intraprese un periodo di riforme nella modernizzazione e centralizzazione dello Stato noto come Tanzimat (1829-1879), le regioni curde mantennero gran parte della loro autonomia con i capi tribù al potere. La Sublime Porta fece pochi tentativi per alterare la tradizionale struttura di potere delle "società curde agrarie segmentate" - agha, sceicco e capo tribù. A causa della posizione geografica dei curdi ai margini meridionali e orientali dell'impero e della topografia montuosa del loro territorio, oltre al limitato sistema di trasporto e comunicazione, gli agenti dello stato avevano scarso accesso alle province curde ed erano costretti a fare accordi informali con i capi tribù. Ciò rafforzò l'autorità e l'autonomia dei curdi; per esempio, il qadi ottomano e il mufti non avevano di conseguenza giurisdizione sulla legge religiosa nella maggior parte delle regioni curde. Nel 1908, i Giovani Turchi salirono al potere affermando una forma radicale di identità etnica turca e chiudendo le associazioni ottomane e le scuole non turche. Lanciarono una campagna di oppressione politica e reinsediamento contro le minoranze etniche – curdi, laz e armeni, ma nel contesto bellico non potevano permettersi di inimicarsi troppo le minoranze etniche. Alla fine della prima guerra mondiale, i curdi avevano ancora il diritto legale di condurre i loro affari in curdo, celebrare tradizioni uniche e identificarsi come un gruppo etnico distinto. Il Trattato di Sèvres firmato nel 1920 "suggerì" uno stato curdo e uno stato armeno indipendenti, ma dopo l'istituzione della Repubblica turca da parte di un governo etnonazionalista turco che si oppose al trattato, fu firmato il Trattato di Losanna del 1923 che non faceva menzione dei curdi. Il Kurdistan ottomano, una volta politicamente unificato, fu poi diviso nei diversi sistemi amministrativi e politici in Iraq, Turchia e Siria.

## La Conferenza di pace di Parigi e il Trattato di Sèvres
Il primo partito politico curdo nacque nella diaspora curda piuttosto che all'interno del Kurdistan. L'organizzazione conosciuta come Khoybun o in curdo Xoybûn (nota anche come Lega curda), o "Indipendenza", fu fondata da un gruppo di intellettuali curdi a Parigi nel 1918. Questi intellettuali consideravano il periodo successivo alla prima guerra mondiale maturo per l'organizzazione di un movimento volto a garantire uno stato-nazione curdo dalle rovine dell'Impero ottomano recentemente sconfitto.
Dopo il cataclisma della prima guerra mondiale, la Conferenza di pace di Parigi offrì l'opportunità per un nuovo mondo. L'ottimismo e l'idealismo promossi dal presidente degli Stati Uniti Woodrow Wilson miravano a una pace duratura rafforzata da un quadro internazionale e da una fraternità di stati. Il principio dell'autodeterminazione del punto dodici dei quattordici punti di Wilson instillò una falsa fiducia nelle popolazioni minoritarie dell'Impero ottomano che presto sarebbero state in grado di scegliere le proprie strade come stati-nazione indipendenti.
Gli inglesi trovarono il teatro ottomano della guerra molto più difficile da affrontare di quanto avessero immaginato. Alla fine della guerra, gli inglesi ebbero difficoltà a mantenere le concentrazioni di truppe nell'Impero ottomano. Il costo della guerra fu enorme e i politici e la popolazione in Gran Bretagna cercarono di accelerare il ritorno a casa delle truppe. I piani degli Alleati per spartirsi l'Impero ottomano erano egualmente difficili da eseguire perché i diversi popoli dell'impero stavano cercando il proprio futuro, piuttosto che lasciare agli attori esterni o ai loro vecchi signori la decisione per loro.
Durante la guerra si prestò più attenzione agli armeni che ai curdi. Ciò era probabilmente dovuto al fatto che gli armeni erano principalmente cristiani, e quindi più inclini a identificarsi con l'Occidente e viceversa. I curdi erano considerati complici delle atrocità commesse contro gli armeni all'interno dell'Impero ottomano durante le prime fasi della guerra. Poca attenzione fu data al Kurdistan fino a dopo la guerra, quando il pensiero prevalente era un riallineamento dei territori ottomani lungo il modello europeo degli stati-nazione in cui le minoranze ottomane avrebbero governato ciascuna la propria gente nei propri territori. I documenti del Ministero degli Esteri britannico dell'epoca indicavano come una certezza un futuro stato armeno, ma tralasciavano altre parti come i curdi e gli assiri. Una bozza di progetto del trattato di pace tra la Turchia e i governi alleati della sezione politica mediorientale della delegazione britannica e una mappa dell'"Insediamento Proposto della Turchia in Asia" raffiguravano vari confini per l'Armenia, ma non facevano menzione del Kurdistan.
Il presidente degli Stati Uniti Woodrow Wilson arrivò al punto di ordinare una bozza dei confini per uno stato armeno. Questa era l'atmosfera che si respirava alla fine della guerra e alla conferenza di pace. Gli orrori della guerra spinsero l'idealismo all'estremo nella mente di alcuni negoziatori e di alcuni capi di Stato, mentre la realtà sul campo era nettamente diversa dalle loro grandiose visioni di un nuovo mondo. Altri statisti, in particolare Lloyd-George e Clemenceau, avevano in mente interessi imperiali piuttosto che la pace e la riconciliazione internazionale che Wilson professava.
Dopo la resa dell'Impero ottomano e la fine della prima guerra mondiale, furono negoziati i piani per le terre, le risorse e le persone sotto l'ex giurisdizione ottomana. Mentre il Regno Unito e la Francia tracciavano le loro linee sulla mappa del Medio Oriente, gli americani, che invitavano ad assumere i mandati in Armenia e in Kurdistan, rifiutarono di farsi coinvolgere sul campo. La politica estera degli Stati Uniti apparse titubante perché i politici temevano che gli Stati Uniti rimanessero impigliati in uno schema in stile coloniale che andava contro gli ideali statunitensi e i desideri dei contribuenti. Secondo Tejirian, "l'internazionalismo degli anni '10, che seguì le prime acquisizioni dell'"impero americano" dopo la guerra ispano-americana e portò all'ingresso degli Stati Uniti nella prima guerra mondiale, fu seguito dall'isolazionismo degli anni '20, sottolineato in modo più drammatico dal rifiuto degli Stati Uniti di aderire alla Società delle Nazioni”. La mancanza di sponsorizzazioni internazionali era un problema che avrebbe afflitto i curdi.

Il dipartimento di intelligence politica del Foreign Office presentò ai negoziatori britannici uno studio approfondito delle terre e dei popoli dell'Impero ottomano prima di partecipare ai negoziati a Parigi. Questo documento poneva una forte enfasi sull'Armenia e sugli impegni con i francesi e gli arabi. La situazione del Kurdistan fu affrontata con la dichiarazione: "Ci impegniamo quindi a dividere il Kurdistan in tre sezioni, nelle due più grandi delle quali certi diritti sono assicurati a noi stessi, ai francesi e agli arabi, ma nessuno ai curdi." Lo studio rivelò così il valore strategico del Kurdistan:
Il potere supremo in questo paese comanderà gli approcci strategici alla Mesopotamia e controllerà l'approvvigionamento idrico degli affluenti orientali del Tigri, da cui dipende in gran parte l'irrigazione della Mesopotamia. È quindi essenziale che il potere supremo in Kurdistan e Mesopotamia sia lo stesso; in altre parole, che la Gran Bretagna dovrebbe avere una posizione esclusiva in Kurdistan rispetto a qualsiasi altra potenza esterna. Allo stesso tempo, gli argomenti contro l'annessione si applicano ancora più fortemente al Kurdistan che alla Mesopotamia. È auspicabile che la contea (sic) formi una confederazione indipendente di tribù e città e che il governo di Sua Maestà assuma funzioni intermedie tra l'assistenza amministrativa, pari alla responsabilità diretta della condotta di governo, che intendono intraprendere in Mesopotamia, e il mero controllo delle relazioni esterne, a cui si propongono di limitarsi nel caso dei governanti indipendenti della penisola arabica. Sulle colline il controllo britannico dovrebbe essere esercitato con il minor intervento diretto possibile. Nelle pianure al confine con la Mesopotamia, dove ci sono importanti giacimenti petroliferi e altre risorse naturali, potrebbe essere necessario avvicinarsi al modello mesopotamico.
Il rappresentante curdo alla Conferenza di pace di Parigi era il generale Muhammad Sharif Pasha. La Rivoluzione dei Giovani Turchi depose il sultano Abdul Hamid II e condannò a morte Sharif Pasha che fuggì dall'Impero ottomano. Sharif Pasha aveva offerto i suoi servizi agli inglesi all'inizio della guerra, ma la sua offerta era stata rifiutata perché gli inglesi non si aspettavano di essere impegnati in operazioni in Kurdistan. Trascorse gli anni della guerra a Monte Carlo in attesa di un'altra opportunità. Nonostante la sua delusione per gli inglesi, Sharif Pasha ristabilì i suoi contatti con gli inglesi verso la fine della guerra. Nel 1918 iniziò a comunicare con Sir Percy Cox, capo delle forze britanniche in Mesopotamia, per discutere dell'istituzione della protezione britannica su un Kurdistan autonomo. Sostenne accordi simili in Mesopotamia e altrove, descrivendo qualcosa di simile al sistema del mandato. Sostenne anche la necessità di un comitato sponsorizzato dai britannici volto a riconciliare le relazioni tra i curdi e gli armeni. Le organizzazioni nazionaliste curde nominarono Sharif Pasha come loro rappresentante alla Conferenza di pace di Parigi a causa delle sue opinioni strategiche e dei contatti ad alto livello all'interno del governo britannico.
A Parigi, Sharif Pasha espose con cura le rivendicazioni curde sul territorio e costruì un'argomentazione per l'indipendenza curda. Le sue affermazioni si basavano sulle aree in cui i curdi costituivano la popolazione dominante che insludevano i territori curdi dell'impero persiano oltre alle terre ottomane. La sua inclusione delle terre curde persiane era volta semplicemente a sottolineare che i curdi erano una grande nazione che abbracciava una vasta area, e quindi degna di una patria libera dalle interferenze esterne che avevano spesso afflitto il Kurdistan.
I delegati che rappresentavano i curdi, gli armeni e gli assiri presentarono le loro rivendicazioni sui territorio e l'indipendenza. Bughos Nubar, il principale delegato armeno, aveva confidato a Sir Louis Mallet della delegazione britannica i timori che gli Alleati stessero "abbandonando l'Armenia al suo destino". Si preoccupò dell'ambizione francese in Armenia e cercò il riconoscimento britannico e statunitense per l'indipendenza dell'Armenia.
Sharif Pasha e Bughos Nubar decisero di sostenere l'un l'altro la richiesta di indipendenza anche se c'erano disaccordi sui particolari del territorio. I due presentarono affermazioni sovrapposte e criticano le richieste dell'altro, ma lo schema funzionò. I negoziatori erano convinti che sia i curdi che gli armeni meritassero la patria nel nuovo Medio Oriente e concessero disposizioni per lo stato e l'autodeterminazione nel conseguente Trattato di Sèvres.
Sharif Pasha si sentì frustrato con gli Alleati per il suo emarginazione nei negoziati, e con la Lega curda a causa del suo accordo con gli armeni, e alla fine si dimise. Dopo la sua estromissione, Sharif produsse un opuscolo che delineava la motivazione per i territori del Kurdistan. Iniziò con le rivendicazioni storiche sulle terre, annotando molti lavori accademici sulla geografia del Kurdistan e avendo cura di distinguere tra terre curde e armene. La sua argomentazione contro le rivendicazioni armene in Kurdistan è che la grande Armenia non è "la culla etnica della loro razza". In una svolta insolita nel suo caso, Sharif affermò che gli armeni in Kurdistan arrivarono come emigrati, abbandonando l'agricoltura in Armenia per la vita urbana in Kurdistan. Sharif accusò inoltre le potenze europee e la Turchia di cospirazione contro i curdi inventando la storia armena nelle terre curde. Probabilmente fece quest'ultima dichiarazione per rabbia per essere stato messo da parte alla conferenza. Tuttavia, Sharif Pasha fece la differenza in quanto il suo caso per una patria curda fu nel trattato di pace. Il "Kurdistan" specificato nel trattato non includeva tutti i territori curdi, ma conteneva una grande porzione del Kurdistan ottomano.
Alcuni gruppi precedentemente sotto il dominio ottomano desideravano bonificare le terre che percepivano come proprie. L'irredentismo greco ottenne il sostegno degli inglesi, consentendo loro di sbarcare le forze greche a Izmir. Tuttavia, i greci divennero troppo avidi nei confronti dei turchi e si trovarono in ritirata prima della rappresaglia turca vicino all'altopiano di Ankara. I turchi avevano trovato un nuovo leader nazionalista e la caduta dell'Impero ottomano e del suo sultanato era una certezza.

## Curdi in Turchia
Il Trattato di Sèvres non faceva diretta menzione dei curdi o del Kurdistan e suddivideva piuttosto il Kurdistan ottomano tra la Turchia e i due stati arabi a sud, Iraq e Siria, che erano rispettivamente sotto mandato britannico e francese.
Con l'applicazione di leggi come l'articolo 57 della Costituzione turca del 1982 che vieta "qualsiasi attività lesiva dell'unità nazionale e dell'integrità territoriale della Repubblica turca", i diritti civili curdi possono essere limitati nel contesto di una Costituzione che garantisca l'uguaglianza senza riconoscerli come un gruppo distinto. La parità di diritti di cittadinanza è stata sancita nella Costituzione provvisoria turca del 1920. L'articolo 8 affermava che il paese era composto sia da turchi che da curdi, ma secondo la legge sarebbero stati trattati come cittadini comuni. Tuttavia, la formazione della Repubblica di Turchia nel 1923 segnò l'inizio di un continuo periodo di riduzione dei diritti civili per i curdi. Il Califfato fu abolito un anno dopo, così come tutte le espressioni pubbliche e le istituzioni dell'identità curda. Le madrase curde, i giornali, le organizzazioni religiose fraterne e le associazioni vennero chiuse.
Per dare un esempio dell'atteggiamento del primo governo repubblicano nei confronti dei diritti di cittadinanza dei curdi, la legge n. 1850 fu introdotta dopo le rivolte popolari, dando le sanzioni giuridiche a posteriori ai civili e al personale militare che uccisero i curdi durante la rivolta.
Le regioni curde sono state sottoposte alla legge marziale e l'uso della lingua, dell'abbigliamento, del folklore e dei nomi curdi venne proibito. È stata questa continua repressione che ha portato al riemergere del nazionalismo curdo negli anni '60 e '70. Durante questo periodo l'obiettivo principale del movimento era quello di risolvere le sue rimostranze con il governo turco attraverso canali legittimi. Questi tentativi furono pesantemente repressi.

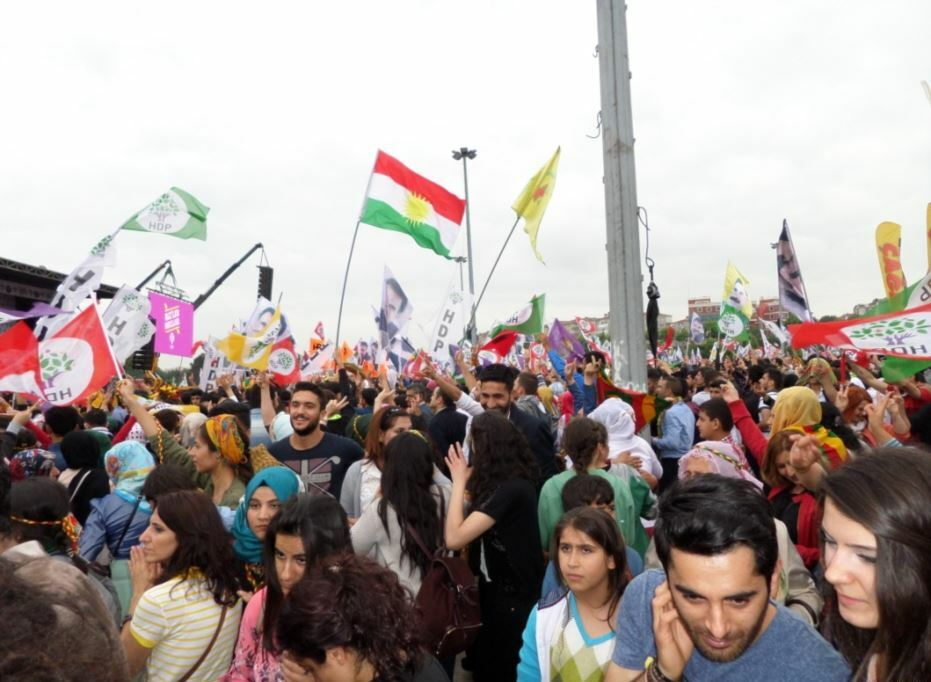
Sostenitori filocurdi dell'HDP festeggiano i risultati elettorali a Istanbul, 8 giugno 2015

I diritti civili hanno avuto un miglioramento temporaneo con la Costituzione turca del 1961 che consentiva per i curdi la libertà di espressione, stampa e associazione. La legge sui partiti politici del 1964 criminalizzò i partiti politici curdi e il riconoscimento dell'esistenza di lingue ed etnie diverse in Turchia. La Legge sull'Associazione del 1972 limitò ulteriormente i diritti all'associazione e all'organizzazione politica.
L'incapacità di affrontare le rimostranze curde negli anni '60 e '70 ha portato a strade alternative di risoluzione. Nel 1984 il Partito dei lavoratori del Kurdistan (PKK) avviò un'insurrezione di guerriglia contro la Repubblica turca. L'insurrezione del PKK continuò ad essere un'insurrezione violenta fino al duraturo cessate il fuoco nel 1999. Durante questo periodo ci fu una significativa perdita di vite oltre a molti cambiamenti sociali e politici.
Nel 1991, la legge 2932 venne abrogata e la lingua curda fu autorizzata per i discorsi e la musica a livello informale, ma non per scopi politici o educativi o nei mass media. Lo stesso anno venne approvato un nuovo disegno di legge antiterrorismo che definiva il terrorismo come "qualsiasi tipo di azione con l'obiettivo di cambiare le caratteristiche della Repubblica" criminalizzando essenzialmente l'attivismo politico curdo e molte forme di espressione di base. Nel 2004 le leggi furono ulteriormente liberalizzate consentendo le trasmissioni in lingua curda mentre altre restrizioni, inclusa l'attribuzione di nomi curdi ai bambini, furono rimosse.

## Curdi in Iraq

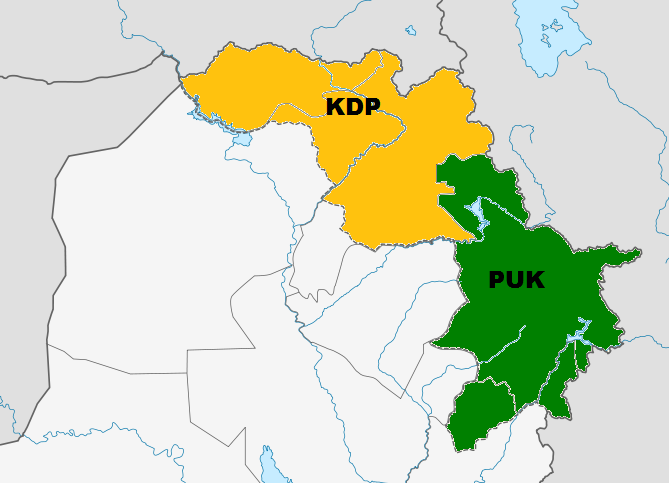
KDP e PUK controllavano le aree del Kurdistan dopo la guerra civile curda irachena.

### Mandato britannico dopo la prima guerra mondiale
Dopo la prima guerra mondiale l'Iraq passò sotto il mandato britannico. Molti curdi tentarono di stabilire uno stato curdo indipendente, dichiarando il Regno del Kurdistan. Per evitare disordini, gli inglesi concessero alla regione curda settentrionale una notevole autonomia e riconobbero le loro rivendicazioni nazionaliste. Cercarono anche di istituzionalizzare l'identità etnica curda nella Costituzione provvisoria irachena del 1921 che affermava che l'Iraq era composto da due gruppi etnici con uguali diritti, arabi e curdi, e sanciva l'eguale status giuridico della lingua curda con l'arabo. Il governo mandatario divise il paese in due regioni separate, una araba, una curda nella politica e nella pratica amministrativa. Emersero due politiche riguardanti i curdi in Iraq: una per gli abitanti urbani non tribali e una per la popolazione tribale rurale volta a scoraggiare la migrazione urbana. Il governo istituzionalizzò i vantaggi per i curdi rurali: le tribù avevano una giurisdizione legale speciale, benefici fiscali e seggi informalmente garantiti in parlamento. Inoltre, erano esenti da due degli aspetti più forti dello stato moderno: avevano le proprie scuole ed erano al di fuori della giurisdizione dei tribunali nazionali. Questa posizione privilegiata durò fino agli anni '50. I diritti dei curdi furono ulteriormente rafforzati nel 1932 dalla Legge sulle lingue locali, una condizione della Società delle Nazioni (indubbiamente sotto l'influenza britannica) che per aderire, l'Iraq doveva mettere in atto una protezione costituzionale per i curdi. I diritti politici erano abbastanza aperti negli anni tra le due guerre poiché la continua interferenza interna britannica e una serie di governi deboli impedivano a qualsiasi movimento di dominare la politica nazionale e impedivano la creazione di una cittadinanza formale esclusiva. Tuttavia, in seguito la strategia di costruzione della nazione del governo centrale si incentrò su una concezione laica dell'identità nazionale basata su un sentimento di unità irachena (al-wadha al-iraqiyya) con il governo dominato dagli arabi sunniti. All'interno di questo nuovo quadro, in quanto non arabi, i curdi avrebbero subito sgraditi cambiamenti di status.

### Dopo la seconda guerra mondiale
Gli anni '50, '60 e '70 mostrarono fasi alterne. L'iniziale identificazione dei curdi come gruppo etnico distinto ed eguale in Iraq con i loro diritti politici con la Costituzione del 1960 che afferma: "I curdi e gli arabi sono partner all'interno di questa nazione. La Costituzione garantisce i loro diritti nell'ambito della repubblica irachena". La successiva fase mostra la repressione dei diritti politici curdi, con la militarizzazione delle regioni curde, il bando dei partiti politici nazionalisti, la distruzione dei villaggi curdi e l'imposizione con la forza al reinsediamento (specialmente nelle aree ricche di petrolio). Come conseguenza di tali eventi dalla fine del 1961 in poi ci fu un conflitto quasi costante nel Kurdistan iracheno. Un importante sviluppo fu fatto quando il governo iracheno e i leader curdi firmarono l'accordo di pace del 1970. Esso prometteva l'autogoverno curdo, il riconoscimento del carattere binazionale dell'Iraq, la rappresentanza politica nel governo centrale, ampi diritti linguistici ufficiali, la libertà di associazione e organizzazione e diverse altre concessioni volte a ripristinare pieni diritti civili alla popolazione curda. Doveva entrare in vigore entro quattro anni.

### Dopo la guerra del Golfo

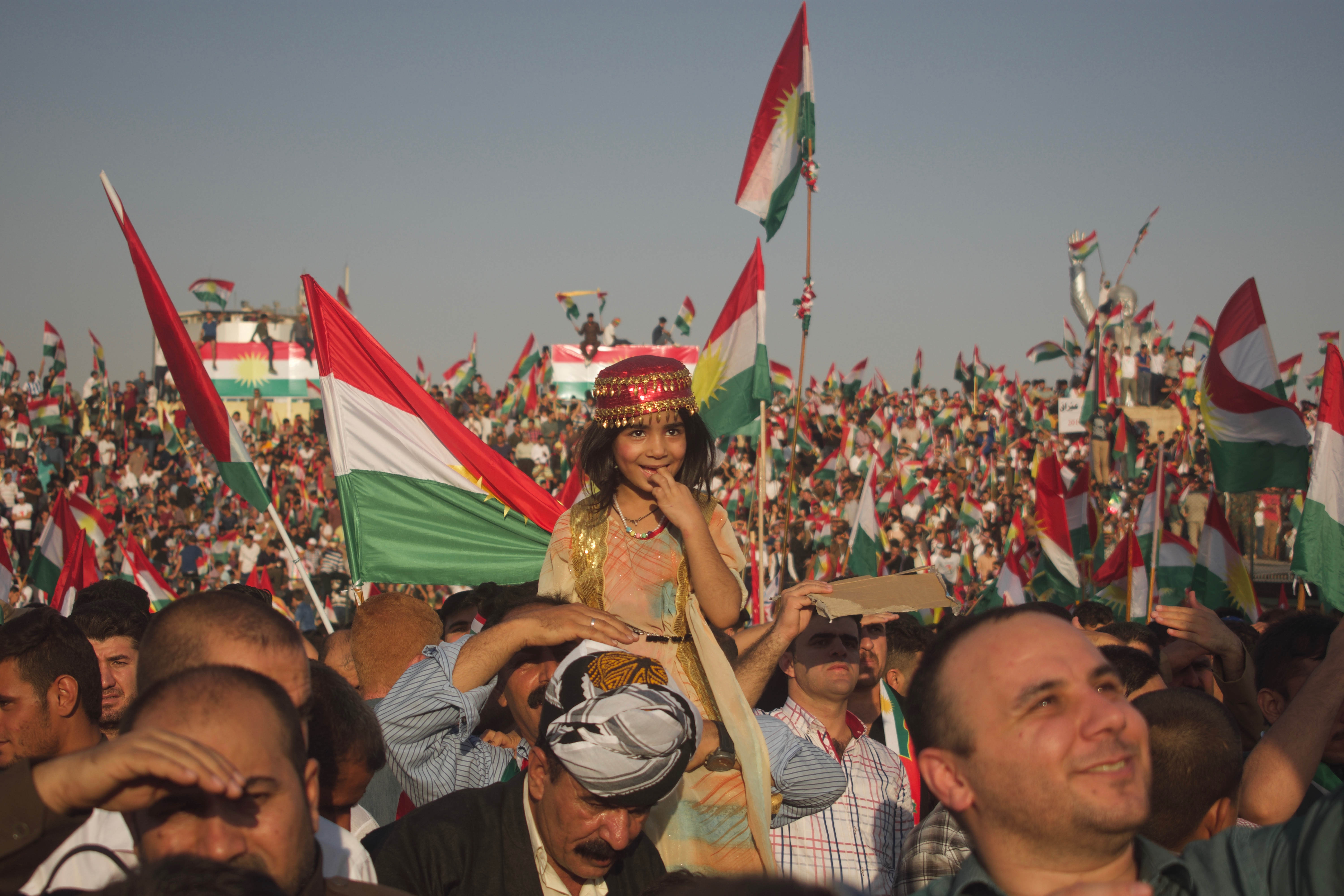
Manifestazione a favore dell'indipendenza a Erbil, Kurdistan iracheno, 22 settembre 2017

Dopo la guerra del Golfo, nel nord dell'Iraq è stato istituito un "rifugio sicuro" autonomo sotto l'egida delle Nazioni Unite con la protezione aerea della US Air Force e della British Royal Air Force. Sotto la Regione del Kurdistan democraticamente eletta, i cittadini hanno sperimentato diritti civili mai goduti in precedenza. Sono emersisindacati studenteschi, ONG e organizzazioni femminili come forze in una nuova società civile e nella tolleranza istituzionalizzata per le minoranze etniche, religiose e linguistiche della regione, come ad esempio i turcomanni iracheni. Dall'invasione dell'Iraq del 2003 e dalla caduta di Saddam Hussein, la popolazione curda si è trovata risucchiata in Iraq con promesse di autonomia e cittadinanza basate su un modello federale, etnicamente inclusivo, con forti diritti delle minoranze e garanzie contro la discriminazione. Il referendum sull'indipendenza della regione del Kurdistan del 2005 ha visto il 98,98% di favorevoli dell'indipendenza e la nuova costituzione irachena adottata nel 2005 garantisce l'autonomia governativa alla regione del Kurdistan, stabilisce il curdo come lingua ufficiale accanto all'arabo, riconosce i diritti nazionali del popolo curdo e promette l'uguaglianza dei cittadini indipendentemente dall'etnia o dalla religione. Le forze armate curde hanno aiutato a sconfiggere l'ISIL durante la guerra civile irachena (2014-2017) e hanno guadagnato territori, tra cui Kirkuk e i giacimenti petroliferi circostanti. Il 25 settembre 2017 si è svolto il referendum sull'indipendenza della regione del Kurdistan, con il 92,73% di voti a favore dell'indipendenza. Ciò ha innescato un'operazione militare in cui il governo iracheno ha ripreso il controllo di Kirkuk e delle aree circostanti e ha costretto il KRG ad annullare il referendum.

### Storia contemporanea
I curdi rappresentano un popolo minoritario dell'Iraq, con una lingua, una cultura e un'identità distinte e separate dalla maggioranza araba. Per gran parte del secolo scorso le tradizioni sono state emarginate e gli interessi dei curdi sono stati messi da parte.
Negli anni di Saddam c'è stato un deliberato processo di persecuzione e di "arabizzazione" delle aree curde, culminato alla fine degli anni '80 con il genocidio dell'Anfal che ha distrutto migliaia di villaggi e ucciso un numero enorme di civili. L'attacco con armi chimiche ad Halabja nel marzo 1988 uccise in un giorno fino a 5.000 persone.
La minaccia rappresentata dall'Isis e il ruolo estremamente importante svolto dai coraggiosi soldati curdi peshmerga nelle operazioni di terra per assistere la coalizione contro gli estremisti islamisti ha in particolare prevenuto il genocidio degli yazidi e di altre minoranze come gli assiri.
Nel 1974 la legge debole sull'autonomia nell'area del Kurdistan era stata effettivamente attuata ma con tutele della cittadinanza molto deboli. Il conflitto riprese presto e gli anni '80, specialmente durante la guerra Iran-Iraq, furono un punto particolarmente basso per i diritti dei curdi all'interno dell'Iraq. Circa 500.000 civili curdi sono stati inviati nei campi di detenzione nell'Iraq meridionale e orientale e le forze armate irachene hanno raso al suolo villaggi all'interno e nei pressi dell'area di battaglia. È anche in questo periodo che l'esercito iracheno ha usato armi chimiche nelle città curde.

## Curdi in Siria
Molti curdi considerano le regioni a maggioranza curda della Siria settentrionale e nordorientale come il Kurdistan occidentale (in curdo : Rojavaye Kurdistane) e cercano l'autonomia politica all'interno della Siria (simile al Kurdistan iracheno in Iraq) o l'indipendenza totale come parte di un Kurdistan indipendente.

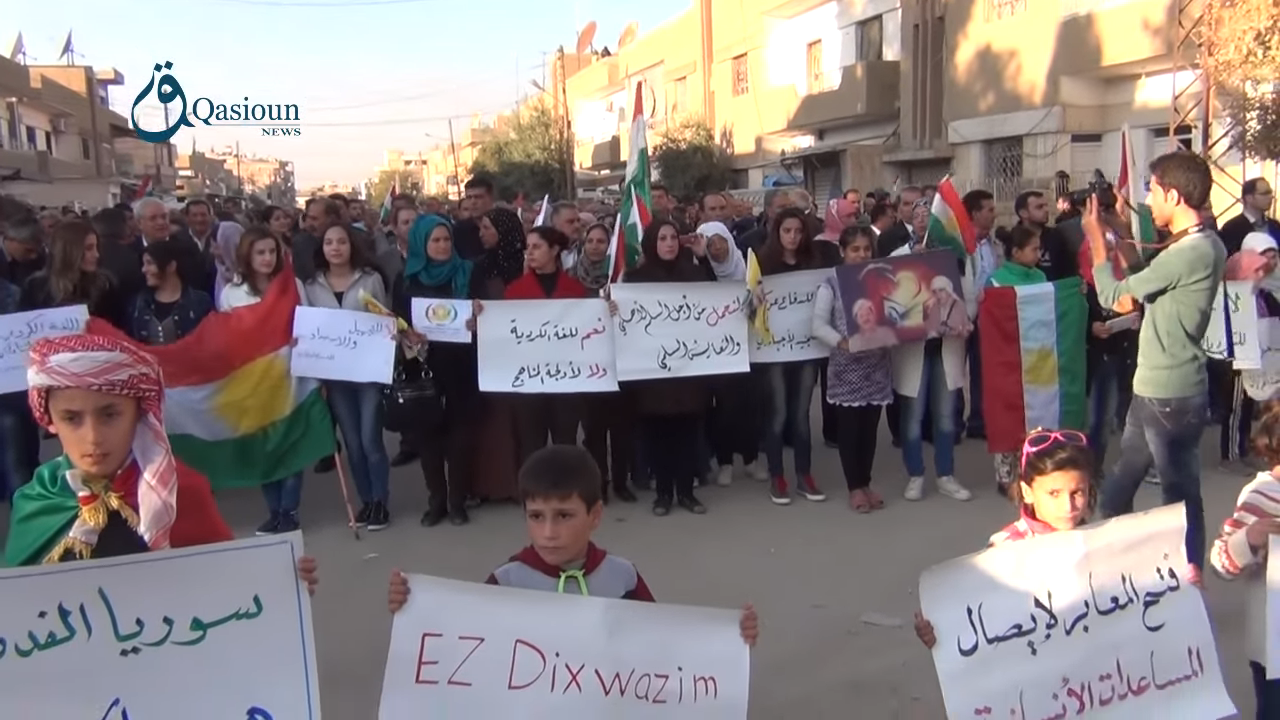
I sostenitori del Consiglio nazionale curdo nazionalista manifestano contro la politica educativa dell'amministrazione autonoma della Siria settentrionale e orientale, Qamishli, novembre 2015

Dopo la fallita ribellione dello sceicco Said, migliaia di curdi del nord fuggirono dalle loro case per vivere tra i curdi siriani del Kurdistan occidentale nel mandato francese della Siria. Sotto il mandato, i curdi e le altre minoranze godevano di privilegi negati alla maggioranza araba sunnita. Le autorità francesi facilitarono i movimenti per l'indipendenza delle minoranze, nonché le minoranze reclutate e addestrate per le proprie milizie locali, come parte di una strategia del divide et impera. La repressione dei diritti civili curdi iniziò con l'indipendenza della Repubblica araba siriana nel 1946 e si intensificò con l'unificazione di breve durata con l'Egitto come Repubblica Araba Unita nel 1958, in parte caratterizzata alle richieste curde più clamorose di democrazia, come il riconoscimento come gruppo etnico e delle denunce contro la polizia di stato e la chiusura ai curdi delle accademie militari. 120.000 curdi (il 40% della popolazione curda siriana) furono privati della cittadinanza nel censimento del 1962 quando il governo affermò che in realtà erano turchi e iracheni residenti illegalmente nel paese. Pur spogliati dalla loro nazionalità, gli apolidi curdi mantenevano gli obblighi di coscrizione con le Forze armate siriane. La lingua curda e le espressioni culturali furono bandite. Nel 1962, il governo siriano annunciò il suo piano di Cintura araba (in seguito ribattezzato "piano per la creazione di fattorie statali modello"), destinato a espellere con la forza la popolazione curda da una lunghezza di 350 km, da 10 a 15  km di striscia di terra lungo il confine nord-orientale della Siria e sostituendoli con coloni arabi, fatto che è stato parzialmente implementato. Non c'è stato alcun cambiamento nella politica sotto il nuovo regime baathista dopo il 1963 il quale si è rifiutato di attuare il suo programma di riforme agrarie che stava avvantaggiando i contadini arabi nelle aree di cui i curdi avrebbero prevalentemente beneficiato ino al 1971. Dagli anni '70 in poi c'è stato un allentamento del trattamento ufficiale dei curdi, ma la fine degli anni '80 ha visto una rinnovata e diffusa negazione dello status di cittadinanza siriana ai curdi siriani, in particolare nel rifiuto di documenti di identità nazionale come i passaporti.
Dall'inizio della guerra civile siriana, le forze governative siriane hanno abbandonato molte aree popolate dai curdi, lasciando ai curdi il compito di riempire il vuoto di potere e a governare queste aree in modo autonomo. L'amministrazione autonoma della Siria settentrionale e orientale (AANES) era originariamente basata in aree prevalentemente curde, ma è arrivata a comprendere gran parte dell'Arabistan a sud. L'AANES sconfessa il nazionalismo, cercando invece la federalizzazione della Siria. Il gruppo nazionalista curdo più influente in Siria è il Consiglio nazionale curdo, affiliato al Partito democratico del Kurdistan nel Kurdistan iracheno.

## Curdi in Iran
La somiglianza tra la lingua e la cultura curda e persiana rispetto a quella turca e araba, l'equilibrio demografico più equo tra la maggioranza etnica persiana e le minoranze etniche come i curdi ha portato a un'esperienza di cittadinanza in qualche modo diversa per i curdi iraniani. In quanto tali i curdi iraniani ricercano per la maggior parte l'autonomia rispetto all'indipendenza.

### Sotto l'Impero Qajar
L'identificazione del gruppo iraniano e l'ordine sociale si basavano sull'identificazione religiosa con l'Islam, in particolare con l'Islam sciita, il ramo dominante. Se la maggior parte dei curdi sono sunniti, in Iran erano più o meno equamente divisi tra sunniti, sciiti e gruppi sciiti come i sufi. A causa di questa preoccupazione per la religione rispetto all'etnia, i curdi nella pratica erano trattati come parte della maggioranza e godevano di ampi diritti di cittadinanza. A differenza dell'Impero ottomano, tale ordine sociale fu mantenuto mentre il sistema imperiale era in declino e la moderna identità iraniana veniva forgiata da un movimento di riforma alla fine del XIX secolo a beneficio dei curdi.
Sotto questo regime, i curdi sunniti e sciiti occupavano una posizione privilegiata in quanto musulmani. A differenza delle altre minoranze, armeni cristiani, ebrei, zoroastriani e altri, avevano il diritto di lavorare nella produzione alimentare e acquistare i terreni della corona. Beneficiavano anche del sistema di possesso della terra tuyal che favoriva i musulmani. Questo vantaggio permetteva ai curdi di stabilire un forte controllo sulla produzione alimentare e sulle terre. La notevole assenza di restrizioni etniche nel ricoprire cariche governative permetteva ai leader tribali e ai notabili curdi di acquisire cariche e di stabilire una forte presenza curda nella politica iraniana senza dover subire un'assimilazione culturale o una negazione dell'etnia. Questa presenza politica venne rafforzata perché i Qajar nominavano molti capi tribù a posizioni di governo in cambio di garanzie di sicurezza interna. All'interno di questo sistema molti curdi raggiunsero importanti posizioni militari, politiche e diplomatiche. Eccezionale in Iran durante il XIX secolo e all'inizio del XX fu che il movimento di riforma nazionalista non sviluppò una concezione della nazionalità radicale, escludente ed etnica, ma sviluppò un'identità iraniana che non si definiva etnicamente persiana.

### Monarchia costituzionale
Il quadro sociale benefico esistente cambiò con l'istituzione di una monarchia costituzionale da parte di Reza Shah nel 1925. Simile ad altri stati, cercò di costruire una nazione creando una nazionalità escludente basata su un'identità iraniana laica ed etnicamente persiana e reprimendo le espressioni culturali e lo status paritario delle minoranze etniche. Queste minoranze, compresi i curdi, furono costrette ad accettare la cultura persiana e molti furono arrestati per aver parlato la lingua curda. Tuttavia, ai curdi veniva concessa una posizione speciale nel nazionalismo ufficiale di stato a base etnica a causa della loro somiglianza culturale con i persiani e la loro etnia non araba. Inoltre, la distribuzione dei seggi nel Majlis (parlamento) era basata sulla religione, non sull'etnia, e i curdi erano in grado di esercitare un potere politico maggiore rispetto alle minoranze non musulmane come gli armeni e gli ebrei. Il sistema statale di coscrizione militare e istruzione centralizzata serviva a integrare le popolazioni curde urbane, ma la maggioranza rimaeva rurale. Dopo la seconda guerra mondiale con il ritiro sovietico dalle regioni curde (dove avevano incoraggiato il governo curdo autonomo come Repubblica di Mahabad), lo scià bandì alcuni partiti politici curdi, e le espressioni di identità culturale posero fine al sistema dei partiti politici aperti e governati dal firmano. Nel 1958 vi fu una marcata liberalizzazione che consentì l'attività delle organizzazioni culturali e delle associazioni studentesche curde ma i partiti politici rimasero limitati. A differenza di altri paesi, i curdi erano liberi di pubblicare informazioni culturali e storiche nella propria lingua. Tuttavia, con massicci investimenti e aiuti militari dal mondo occidentale, negli anni '50 e '60 l'Iran divenne uno stato di polizia che represse molti diritti civili.

### Iran post-rivoluzionario
Dopo la rivoluzione iraniana, alcuni gruppi curdi (principalmente il Partito Democratico del Kurdistan iraniano) si allearono con gruppi di sinistra e comunisti iraniani contro il governo dell'Ayatollah Khomeini. La ribellione curda per l'autonomia nel 1979 fu repressa con la forza da Teheran, con migliaia di ribelli curdi e civili uccisi di conseguenza.
Il nuovo governo teocratico sviluppò una nuova concezione escludente del nazionalismo basata sull'Islam sciita molto conservatore. Una volta consolidato il potere, Khomeini espulse i curdi sunniti dagli uffici governativi, pose restrizioni alla libertà di espressione e militarizzò le regioni curde nell'ambito della guerra con l'Iraq. Rispetto ad altri paesi, ai curdi erano ancora consentite limitate pubblicazioni, per celebrare le festività, indossare abiti tradizionali e usare il curdo (tranne come lingua di insegnamento). Nel 1997 sono stati fatti miglioramenti significativi per cui il governo ha permesso una profusione di lingua curda nei media, sebbene alcune di queste pubblicazioni siano state successivamente limitate.

### Insurrezione del PJAK
Il governo iraniano sta affrontando una guerriglia di basso livello contro il gruppo etnico secessionista curdo Partito per la Vita Libera in Kurdistan (PJAK) dal 2004. Il PJAK è strettamente affiliato al gruppo militante curdo Partito dei Lavoratori del Kurdistan (PKK) che opera contro la Turchia.

## Curdi nella diaspora
Una fonte accademica pubblicata dall'Università di Cambridge ha dichiarato: "I nazionalisti curdi nella diaspora, in quanto attori nazionalisti a lunga distanza, hanno svolto un ruolo cruciale nello sviluppo del nazionalismo curdo sia all'interno che all'esterno della regione. Si aggrappano fortemente a un'identità curda e promuovono la territorialità di questa nazione unificata. In linea con il quadro normativo internazionale contemporaneo, usano la retorica della sofferenza, gli episodi di violazione dei diritti umani e il loro diritto allo stato per influenzare il modo in cui gli Stati ospitanti, altri Stati, organizzazioni internazionali, studiosi, giornalisti e i media internazionali percepiscono il loro caso e le azioni dei loro stati d'origine. Promuovono l'idea che il Kurdistan sia un paese diviso artificialmente tra gli stati regionali e che questa divisione sia la fonte della sofferenza curda."

## Popolazione curda
Dati accurati sulla popolazione dei curdi sono difficili da stabilire per vari motivi: diversi paesi della regione non escludono la popolazione curda nei loro censimenti; agende politiche in competizione cercano di massimizzare o ridurre al minimo le dimensioni della popolazione curda; diversi metodi di conteggio possono includere o escludere gruppi come gli zaza; sia l'Iraq che la Siria hanno subito guerre e disordini civili negli ultimi anni; e l'elevata crescita della popolazione tra le comunità curde mostrano che le cifre diventino rapidamente obsolete.
Le cifre seguenti sono le migliori stime recenti disponibili da fonti apparentemente indipendenti.
- Turchia: la ricerca nel 2010 ha indicato una popolazione di 13.26 milioni di curdi che vivono nel paese, il 18,3% della popolazione complessiva di 72.553 milioni.[58]
- Iran: circa 6.7–8.2 milioni di curdi vivono in Iran.[59][60][61]
- Iraq: 6-7 milioni di curdi vivono in Iraq.
- Siria: 1-2 milioni di curdi vivono in Siria.